# キャシー・デービス
キャシー・“キャット”・デービス（Cathy "Cat" Davis、1959年 - ）は、アメリカ合衆国の女子プロボクサーである。ニューヨーク州ポキプシー出身。

## 経歴
アマチュアフェンシングのルイジアナ州タイトルを5度獲得した後、ボクシングに転向。元北米ジュニアライト級王者のサル・アルジエリがマネージャーおよびトレーナーを務めた。
1976年、メイン州ポートランドでデビュー。デービスの試合はNBC及びABCで放送もされた。
1978年、女子ボクシング連盟 (Woman's Boxing Federation) に世界ライト級王者として認定された。同年3月には全勝の戦績を誇示し、自分はモハメド・アリやレオン・スピンクスよりも強いと豪語していたが、6月7日にジョージア州アトランタでキャリアの浅いアーネスティン・ジョーンズとノンタイトルマッチで対戦すると、試合中に足首を骨折、3回に3度のダウンを奪われて壮絶なKO負けを喫し、脆さを露呈した。しかし、この試合は女子ボクシング連盟の判断により、ジョーンズがヘッドロックなどのレスリング行為でダウンをとったとして無効試合となった。ジョーンズのマネージャーのランディ・ティドウェルは、3度のダウンはいずれも顎へのクリーンヒットによるものであったとしているが、デービスと婚約中であったアルジエリは、ティドウェルらがデービスの飲み物にストリキニーネを混入したのだと言い、後には何らかの幻覚剤、たぶんエンジェルダストだろうと決めつけ、ティドウェルとジョーンズは6か月の資格停止処分となった。ティドウェルとジョーンズが受け取った535ドルの小切手は不渡りとなり、ジョーンズのファイトマネーは女子ボクシング連盟に没収されたが、電話回線によると同連盟の本部はニュージャージー州ローダイにあるアルジエリの自宅に置かれていた。
この年、デービスは女子ボクサーとして初めて『リング』誌8月号の表紙を飾った。2013年現在、女子ボクサーが表紙となった例は他にない。
1978年9月9日、マリアン・トリミアーらとともに、ニューヨーク州初の女子プロボクサーとしてライセンスを取得。デービスは同州で女子のライセンス認可を求める法廷闘争の第一人者であったことから最初にライセンスを受け取った。アメリカ法曹協会の『ABAジャーナル』1979年2月号によれば、裁判費用は8,000ドルだった。1979年には公共放送サービスなどでデービスを特集する30分のドキュメンタリー番組が組まれ、モハメド・アリやフロイド・パターソンに女子ボクシングについての見解を問うインタビューなども盛り込まれた。デービスは女子ボクシングの先駆者であったが、その数試合の結果が不正に操作されていたことから競技全体が信頼を失い、女子ボクシングの発展を遅らせる要因にもなった。
1981年4月引退。
1982年には男性誌の『ハイソサエティ』がトップレスでポーズをとるボクサーに扮した女性の写真、また同じく男性誌の『セレブリティースキン』もトップレスの女性2人を写した写真を掲載し、いずれも読者にこれらがデービスの写真であると思い込ませるような説明を加えていた。デービスは両出版社に対し損害賠償を求めて控訴したが、被告の現実的悪意を立証できなかったことから第一審判決で棄却された。